# Reserva Extrativista de Recanto das Araras de Terra Ronca

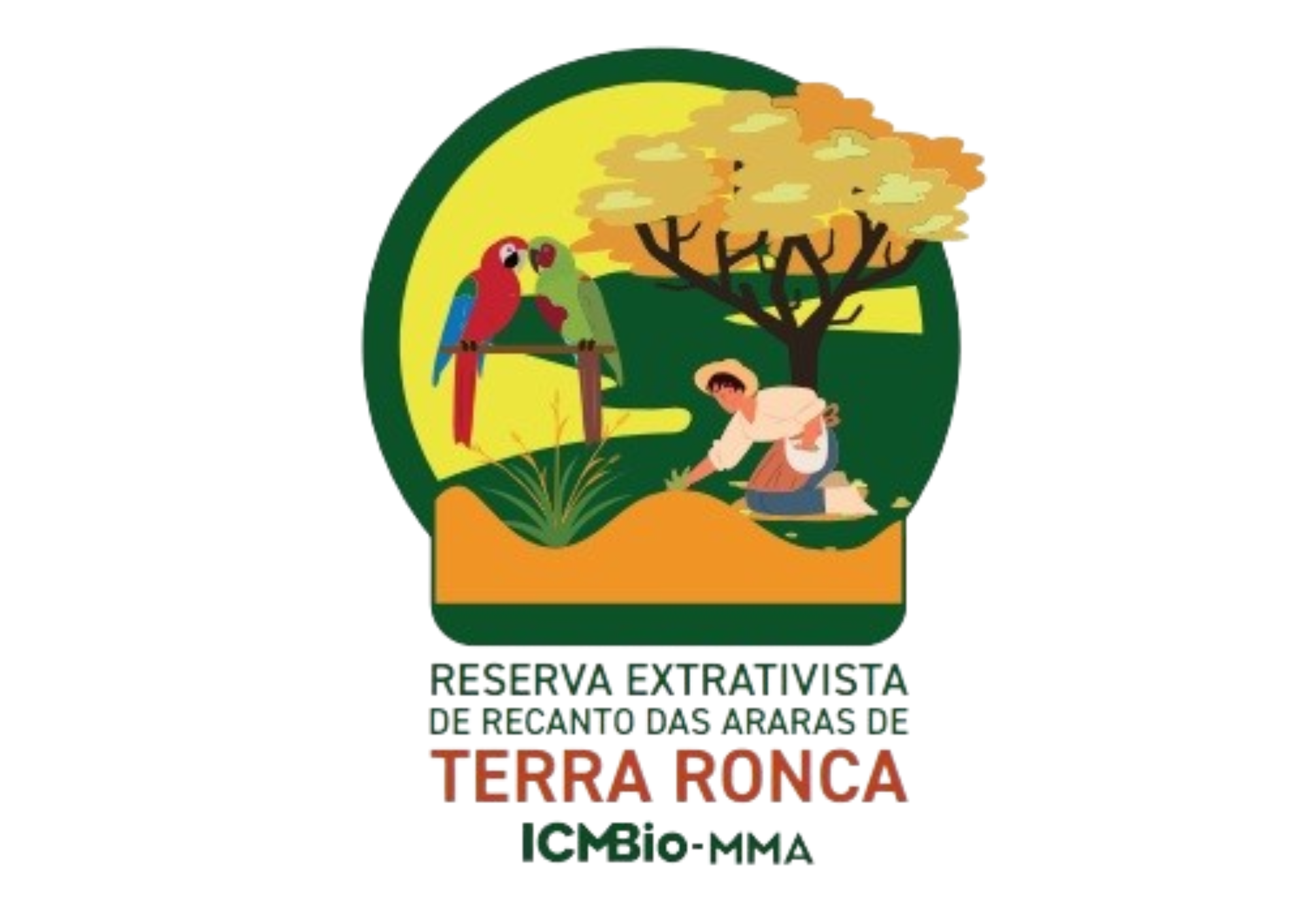
Logo da Resex de Terra Ronca

A Reserva Extrativista de Recanto das Araras de Terra Ronca (RESEX) é uma unidade de conservação federal brasileira, criada por Decreto Presidencial em 11 de setembro de 2006. Está localizada no Estado de Goiás e possui uma área de aproximadamente 12.349 hectares. A reserva é categorizada como de uso sustentável e combina a conservação da natureza com o aproveitamento responsável dos recursos naturais pelas comunidades tradicionais locais.
A RESEX de Terra Ronca tem como objetivo principal a conservação do meio ambiente aliada ao uso sustentável dos recursos naturais por populações tradicionais. Nessas comunidades, atividades como o extrativismo vegetal, a coleta de frutos nativos e o turismo de base comunitária são incentivadas, com foco na sustentabilidade e na preservação dos ecossistemas locais.
Situada em uma região de elevada biodiversidade, a unidade protege importantes ecossistemas do Cerrado, com destaque para áreas de mata seca sobre afloramentos calcários que abrigam espécies endêmicas e ambientes sensíveis à degradação.
A paisagem da reserva reflete as características típicas do Cerrado, com presença de serras, veredas, rios e cachoeiras, compondo um mosaico de ecossistemas característicos do Brasil Central. Em contraste com grande parte do Cerrado goiano, que vem sendo intensamente modificado por atividades agropecuárias, a reserva mantém um dos remanescentes mais bem preservados da vegetação nativa na região. Essa conservação contribui para a proteção da biodiversidade local, das nascentes e cursos d’água, além de assegurar a continuidade dos modos de vida das comunidades tradicionais.

"Recanto das Araras de Terra Ronca, nome que remete a um refúgio de vida silvestre, foi escolhido para batizar a primeira reserva extrativista (RESEX) do Cerrado, onde a idéia é salvar o homem da pobreza com a ajuda da natureza." 

## Atrativos naturais e culturais

### Acesso e localização
A reserva está localizada a aproximadamente 600 km de Goiânia e 400 km de Brasília. O acesso terrestre é feito pelas cidades de São Domingos e Guarani de Goiás, que funcionam como bases de apoio para visitantes. Ambas são acessíveis por rodovias asfaltadas a partir da BR-020. Uma estrada de terra de cerca de 70 km conecta as duas cidades, passando por diversos atrativos naturais. O Povoado de São João Evangelista, situado no meio desse trajeto, oferece serviços como hospedagem, alimentação e guias locais habilitados. O aeroporto mais próximo está localizado em Brasília a cerca de 6 horas de viagem por via terrestre.
A RESEX abriga uma ampla variedade de ambientes naturais e manifestações culturais. Entre os principais atrativos estão:
- Rios e cachoeiras
- Piscinas naturais
- Dunas e formações geológicas
- Vegetação característica do Cerrado
- Áreas de ocorrência de espécies endêmicas
- Rotas de migração de aves

No campo cultural, a reserva valoriza o patrimônio das comunidades locais. Entre os destaques estão:
- Comunidades tradicionais
- Museu e centro de visitantes
- Vilarejos e sítios de importância histórica e social

## Cursos, festivais e ações comunitárias na RESEX

### 1º Festival das Aves de Terra Ronca

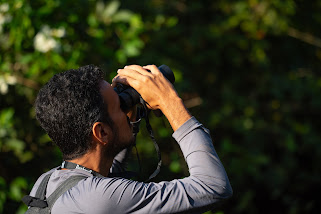
Observação de aves no festival

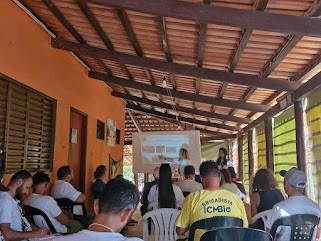
Aula de geologia na RESEX

O Festival das Aves de Terra Ronca é um evento voltado à promoção do turismo de natureza, educação ambiental e valorização da sociobiodiversidade no nordeste do Estado de Goiás, Brasil. Sua primeira edição ocorreu entre os dias 22 e 26 de abril de 2025, na Reserva Extrativista de Recanto das Araras de Terra Ronca, localizada no Povoado de São João Evangelista, no município de São Domingos (GO).
O evento foi organizado pelo Projeto GeoAves, em parceria com o grupo de observadores de aves Óia Passarinhar, Universidade Federal de Goiás e diversas instituições locais. Teve como objetivos principais: fomentar a conscientização ambiental, capacitar guias locais para a observação de aves e interpretação geológica, valorizar os saberes tradicionais e impulsionar o turismo de base comunitária, com foco na conservação da biodiversidade e da geodiversidade.

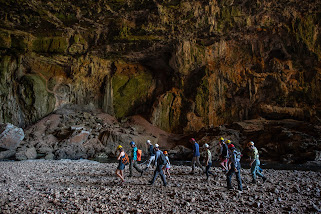
Caverna Terra Ronca 1

A programação do festival incluiu palestras sobre fitofisionomias do Cerrado, oficinas para guias e empreendedores locais, trilhas práticas de observação de aves (“passarinhadas”), visitas a áreas de interesse geológico, feiras de produtos artesanais e extrativistas, exibição de filmes ambientais e aulas de geologia voltadas à comunidade.
Durante o festival foi lançado um roteiro inédito voltado ao aviturismo: a Rota dos Papagaios de Terra Ronca, que passa a integrar os atrativos naturais da RESEX e demonstraram o potencial da região como destino emergente para a observação de aves no Cerrado.

#### Rota dos Papagaios de Terra Ronca
A Rota dos Papagaios foi idealizada para valorizar a impressionante diversidade de aves da família Psittacidae, muito apreciadas por observadores devido à sua coloração marcante, comportamento social e vocalizações características. Foram registradas 18 espécies de psitacídeos na região, são elas:
- Tiriba-do-paranã (Pyrrhura pfrimeri), espécie endêmica e ameaçada de extinção, conhecida localmente como ciganinha;

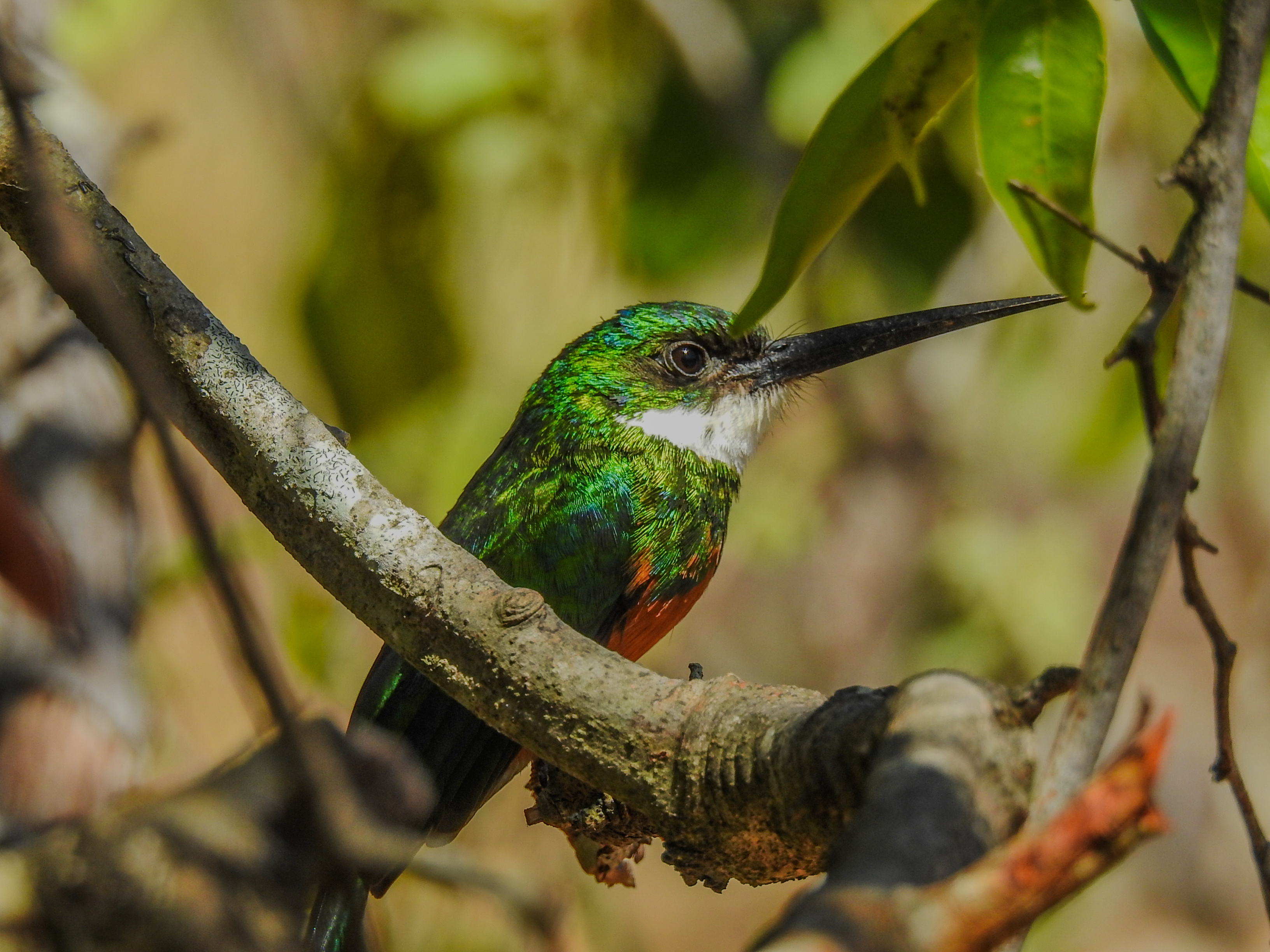
Ariramba-de-calda-ruiva

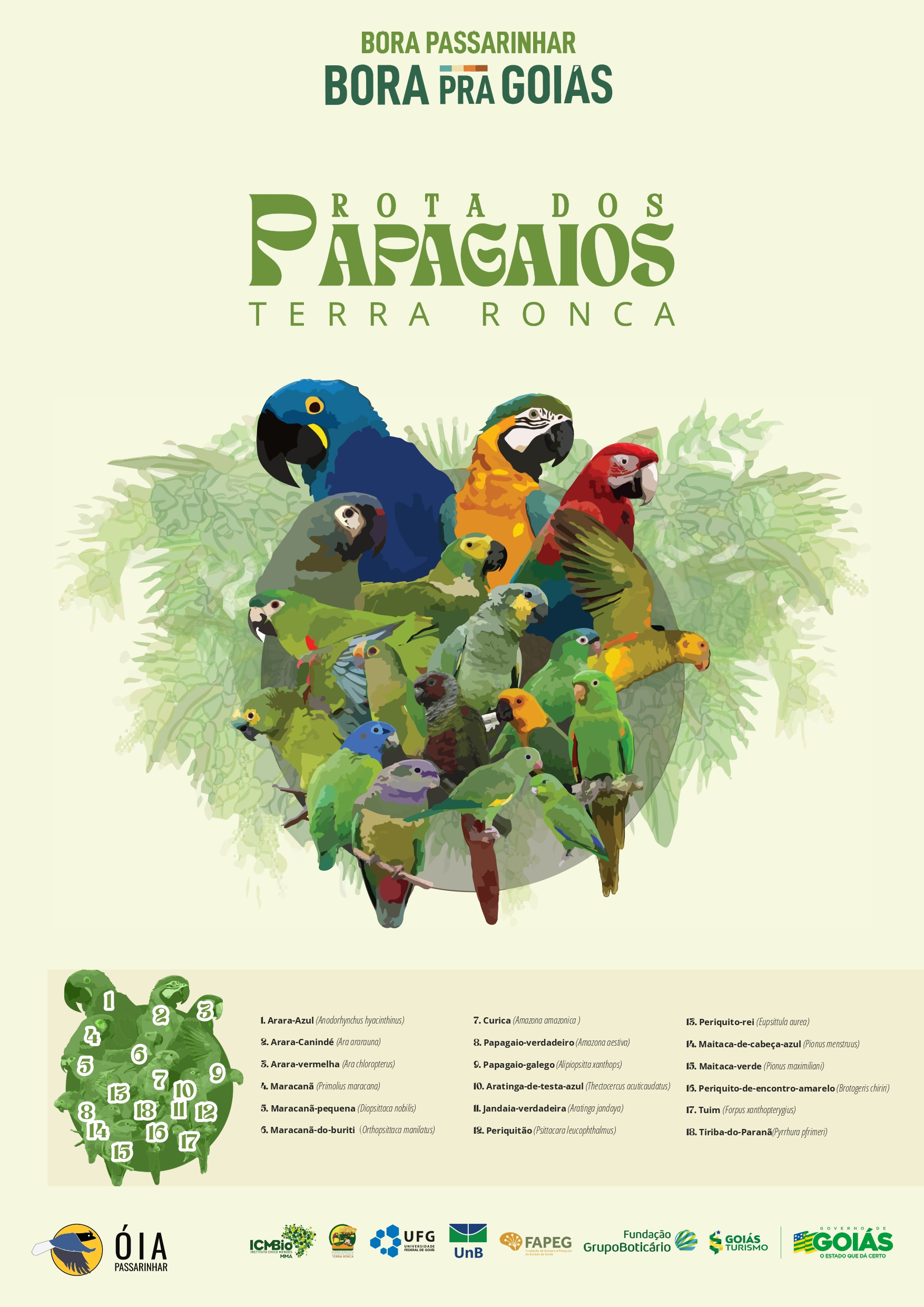
Poster da Rota dos papagaios de Terra Ronca

- Arara-azul-grande (Anodorhynchus hyacinthinus), o maior psitacídeo do mundo;

Jandaia-verdadeira

- Tuim (Forpus xanthopterygius), o menor representante do grupo;

- Arara-canindé (Ara ararauna);
- Arara-vermelha (Ara chloropterus);
- Aratinga-de-testa-azul (Thectocercus acuticaudatus);
- Curica (Amazona amazonica);
- Jandaia-verdadeira (Aratinga jandaya);
- Maitaca-de-cabeça-azul (Pionus menstruus);
- Maitaca-verde (Pionus maximiliani);
- Maracanã (Primolius maracana);
- Maracanã-do-buriti (Orthopsittaca manilatus);
- Maracanã-pequena (Diopsittaca nobilis);
- Papagaio-galego (Alipiopsitta xanthops);
- Papagaio-verdadeiro (Amazona aestiva);
- Periquitão (Psittacara leucophthalmus);
- Periquito-de-encontro-amarelo (Brotogeris chiriri);
- Periquito-rei (Eupsittula aurea).

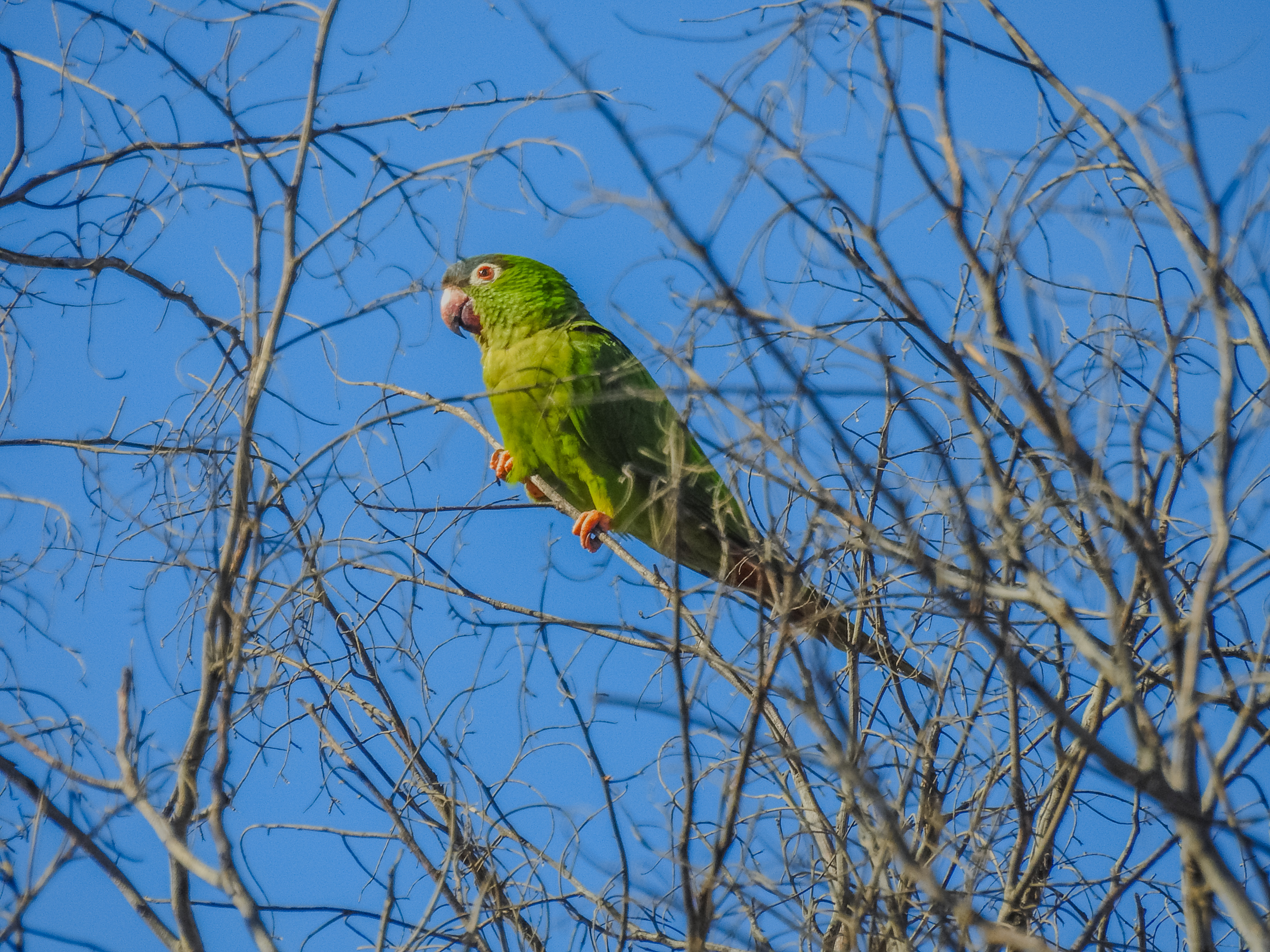
Arantinga-de-testa-azul

Essa diversidade permite a criação de uma rota de observação altamente atrativa, especialmente nos municípios de Guarani de Goiás e São Domingos, onde é possível encontrar diferentes fitofisionomias do Cerrado que abrigam essas espécies.

### Organização e parcerias
O Projeto GeoAves é uma iniciativa de docentes e discentes da Universidade Federal de Goiás (UFG) e da Universidade de Brasília (UnB), com apoio financeiro da Fundação de Amparo à Pesquisa do Estado de Goiás (FAPEG) e da Fundação Grupo Boticário de Proteção à Natureza. Já o grupo Óia Passarinhar, parceiro do projeto, surgiu como uma ação de extensão do Laboratório de Etnobiologia e Biodiversidade da UFG e atua na promoção da educação ambiental por meio da observação de aves.

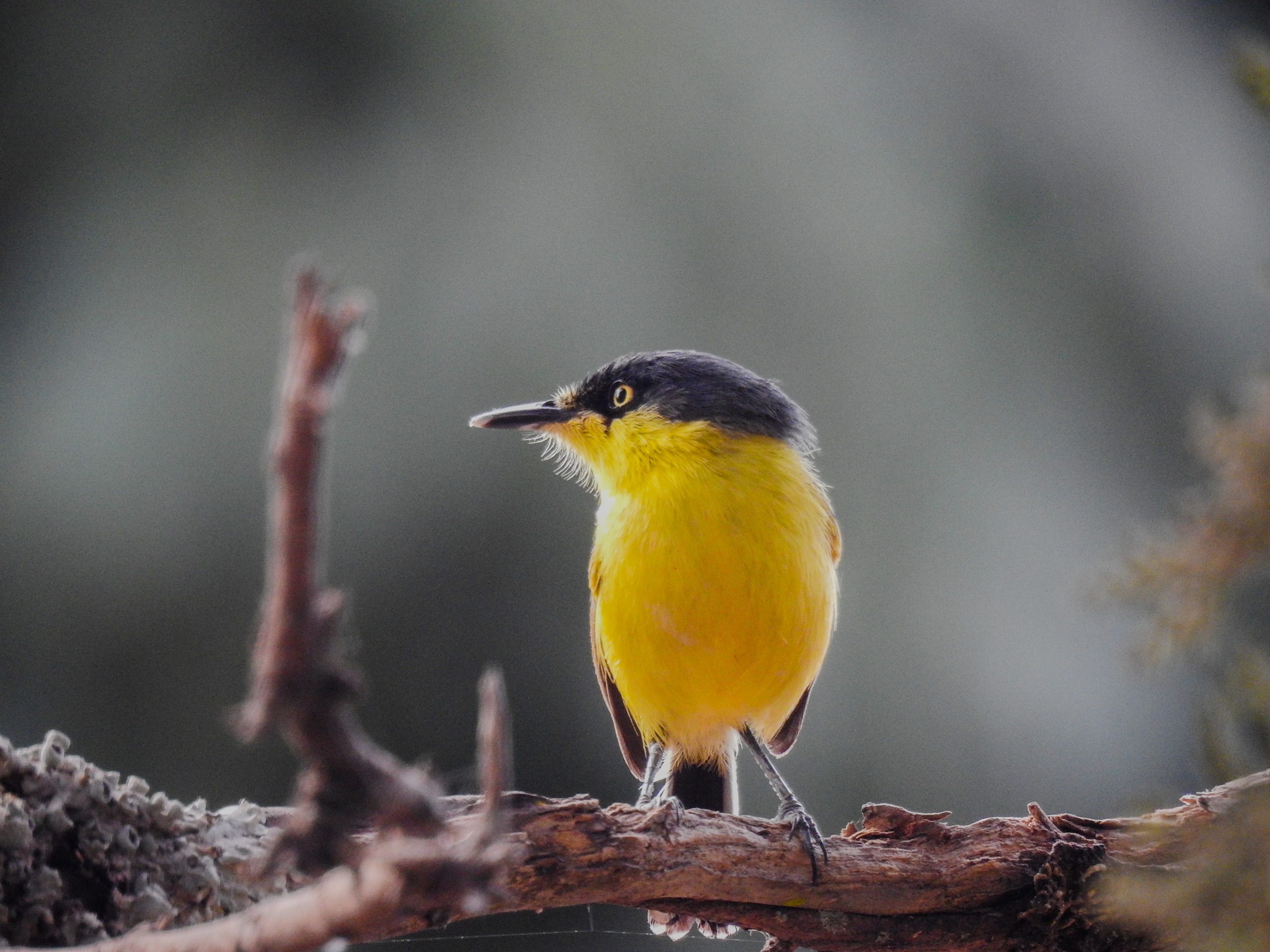
Teque-teque

Outras instituições envolvidas na realização do festival incluíram:
- Associação Ecológica de Monitores e Condutores Ambientais (AEMA)
- Brigada Comunitária de Terra Ronca
- Coletivo das Mulheres da Sociobiodiversidade
- Curso de Geologia da UFG
- Fórum Nacional de Turismo de Observação da Vida Silvestre (TOVIS)
- Goiás Turismo/ Projeto Bora pra Goiás
- Instituto Chico Mendes de Conservação da Biodiversidade (ICMBio)
- Prefeitura Municipal de Guarani de Goiás
- Prefeitura Municipal de São Domingos (GO)

### Curso de Formação de Brigadas em Prevenção e Combate a Incêndios Florestais
O Curso de Formação de Brigadas em Prevenção e Combate a Incêndios Florestais é uma capacitação de 40 horas-aula semanais, que combina atividades teóricas e práticas voltadas ao manejo do fogo e ao combate a incêndios florestais. Durante o curso, os participantes utilizam ferramentas e equipamentos específicos, simulando situações reais de combate e sendo organizados em esquadrões para os exercícios práticos.
A formação ocorre na base física do Instituto Chico Mendes de Conservação da Biodiversidade (ICMBio), localizada na Fazenda São João – Pousada São Mateus, conforme cronograma definido em edital, com aulas realizadas nos turnos da manhã (08h às 12h) e da tarde (14h às 18h).
São convocados para participar do curso os candidatos aprovados no processo de pré-seleção, classificados dentro do limite máximo de 30 vagas para a função de brigadista (nível I). A seleção considera o desempenho no Teste de Aptidão Física (TAF) e no Teste de Habilidades no Uso de Ferramentas Agrícolas (THUFA).

## Cavernas e espeleoturismo

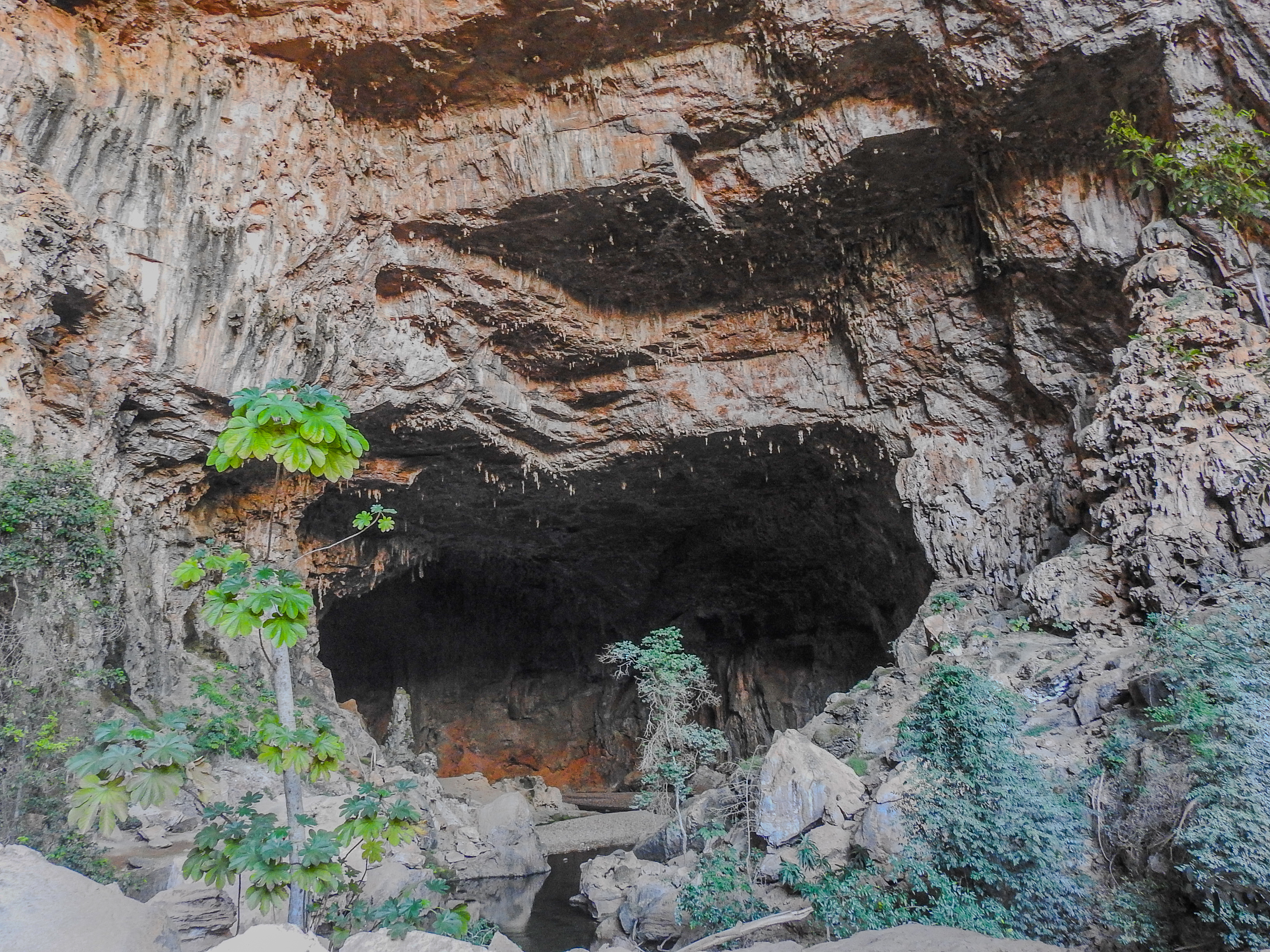
Caverna Terra Ronca I.

A região da reserva abriga parte do complexo espeleológico, cuja denominação deriva do "ronco" das águas subterrâneas nas cavernas. A RESEX está situado entre os municípios de São Domingos e Guarani de Goiás, na divisa com o Estado da Bahia.
Com centenas de cavernas catalogadas — secas e alagadas —, o local atrai espeleólogos, geólogos, biólogos e turistas interessados em experiências subterrâneas. O Espeleoturismo é uma das principais atividades da região. Em virtude da complexidade dos ambientes e da presença de trechos inundados, o acompanhamento por guias especializados é muito recomendado nas expedições.

## Espécies emblemáticas

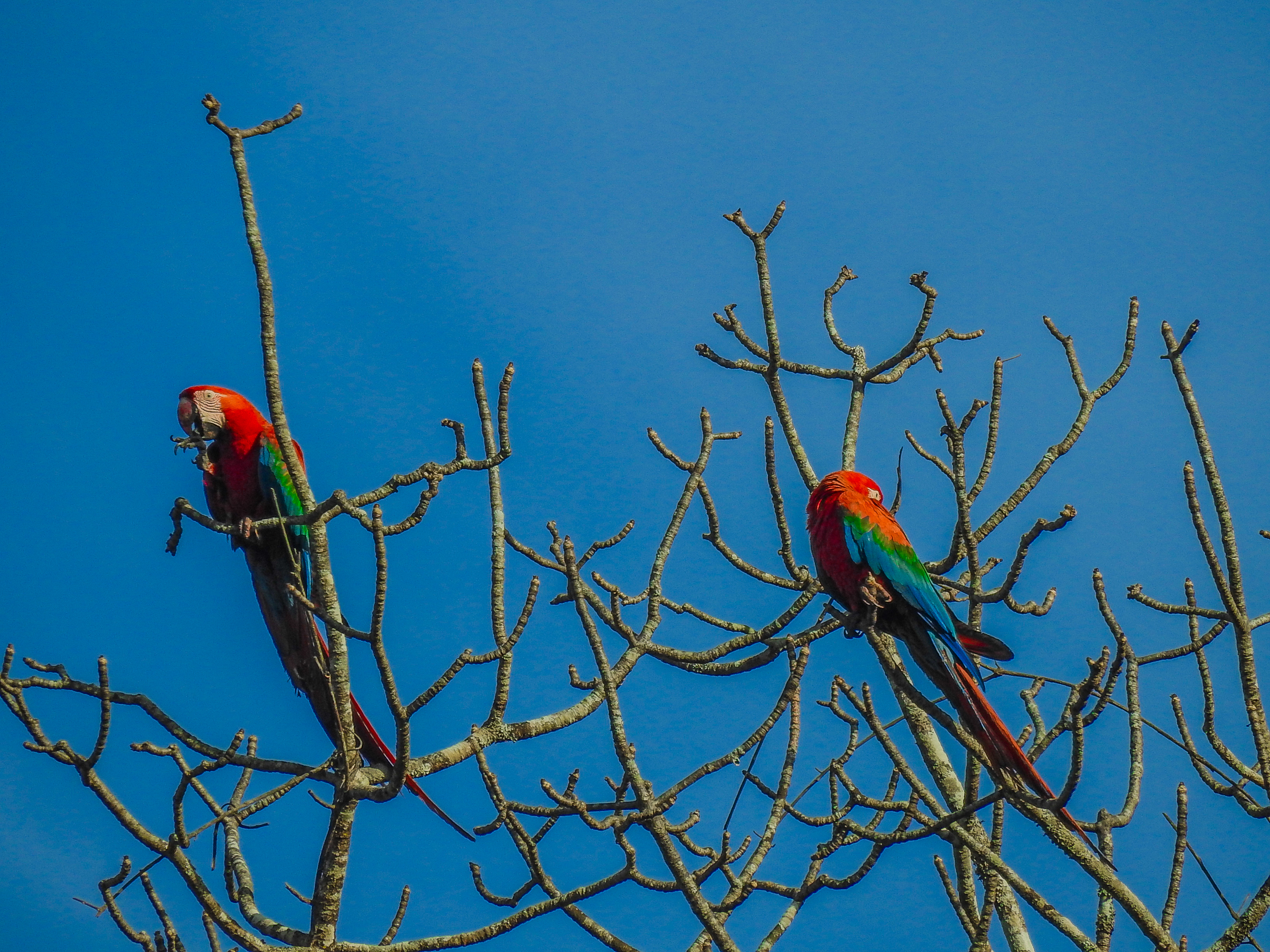
Arara-vermelha

A ave mais popularmente mencionada em materiais de divulgação é a arara-azul-grande (Anodorhynchus hyacinthinus), porém a espécie símbolo do munícipio de Guarani de Goiás é a tiriba-do-paranã (Pyrrhura pfrimeri), uma ave endêmica do Cerrado, conhecida localmente como ciganinha. A presença da tiriba destaca a importância da unidade para a conservação de espécies ameaçadas e de distribuição restrita.

### Lista de espécies ameaçadas protegidas nesta unidade de conservação
- Arara-azul-grande (Anodorhynchus hyacinthinus)
- Lobo-guará (Chrysocyon brachyurus)
- Suçuarana (Puma concolor)[15]
- Tiriba-do-paranã (Pyrrhura pfrimeri)

## Tiriba-do-paranã (Pyrrhura pfrimeri)

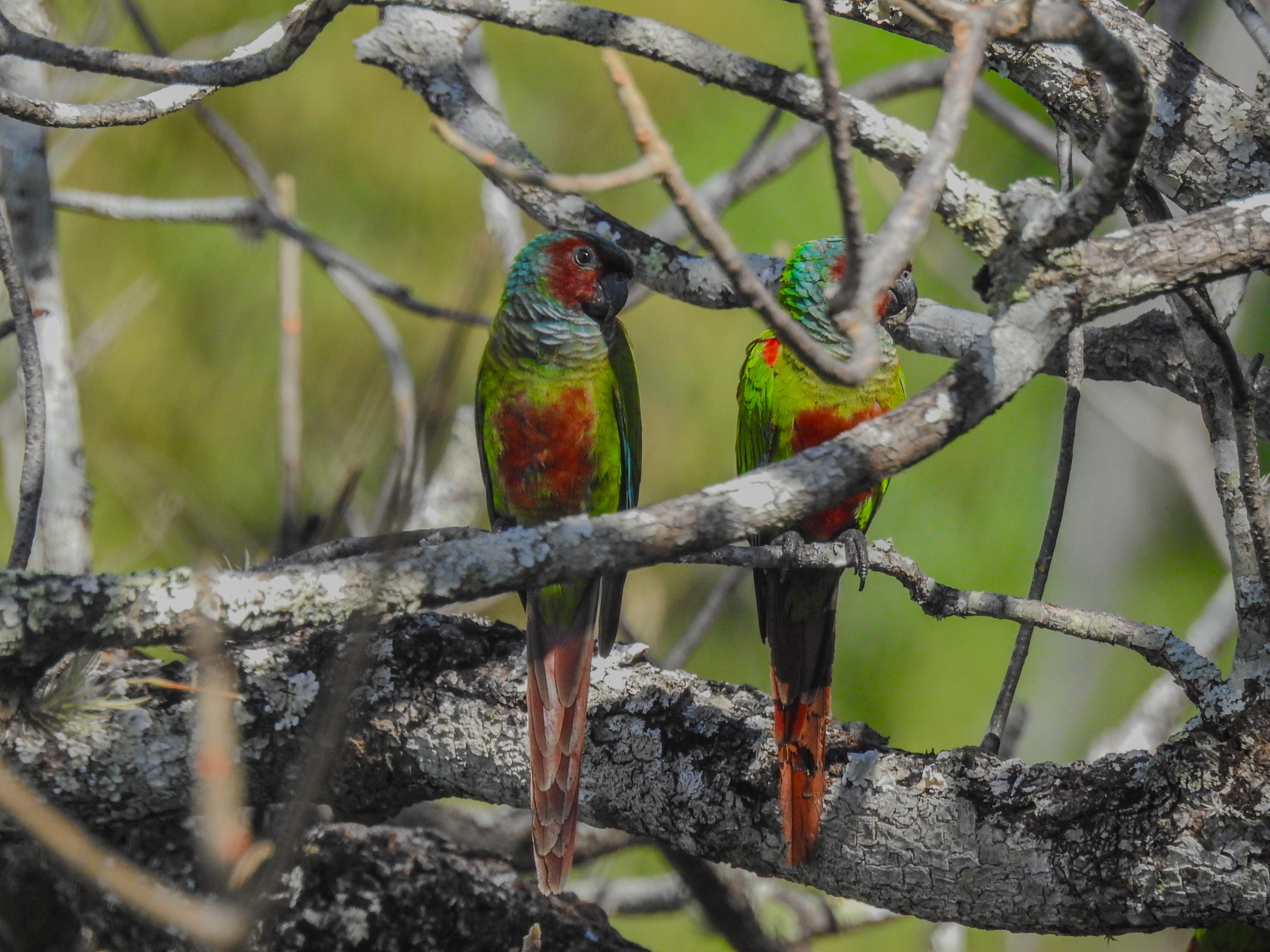

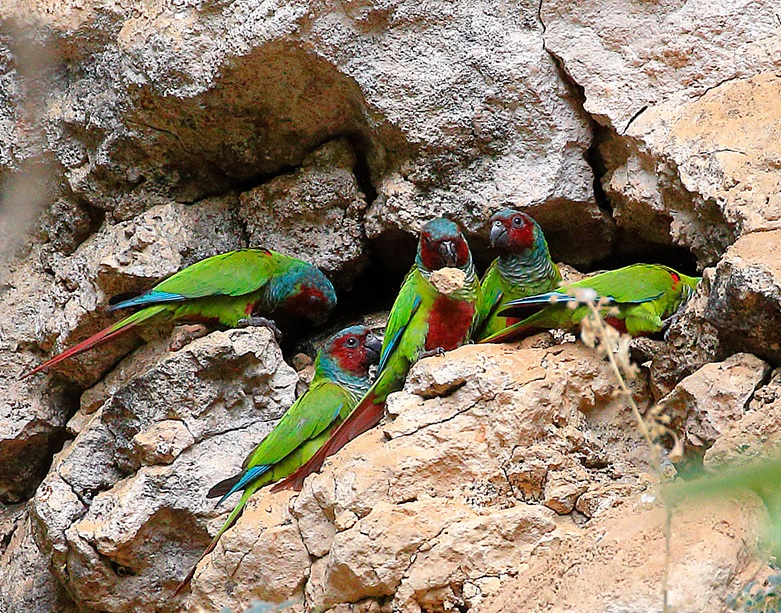
Tiriba-do-Paranã praticando geofagia. Foto retirada na Wikiaves de Rosilene Lahr

A tiriba-do-paranã (Pyrrhura pfrimeri), também conhecida como tiriba-de-pfrimer ou ciganinha, é uma ave da família Psittacidae endêmica do Cerrado brasileiro, com ocorrência restrita às regiões de matas secas nos estados de Goiás e Tocantins. A espécie é especialmente registrada em áreas com afloramentos de calcário, incluindo o entorno da Serra Geral, onde encontra parte de seu habitat natural.

### Ecologia e comportamento
A espécie habita matas decíduas ou semi-decíduas com dossel fechado, localizadas sobre solos derivados de calcário e altitudes de até 700 metros. Também pode ser encontrada em sub-bosques densos, com presença de cipós, cactáceas e em áreas perturbadas. A alimentação é baseada principalmente em sementes, frutos e néctar, e ocasionalmente inclui pequenos invertebrados. Um comportamento típico observado na espécie é a geofagia, ou seja, a ingestão de solo calcário, possivelmente para suplementação mineral ou neutralização de toxinas.
A tiriba-do-paranã é monogâmica e nidifica em cavidades naturais, como ocos de árvores e fendas em rochas. Sua reprodução é influenciada pela disponibilidade de alimento e pelo fotoperíodo. A espécie apresenta baixa taxa reprodutiva, postura reduzida e alta mortalidade entre os filhotes.

Tiriba-do-Paranã voando pela a lente de Lucas Ninno.

### Conservação

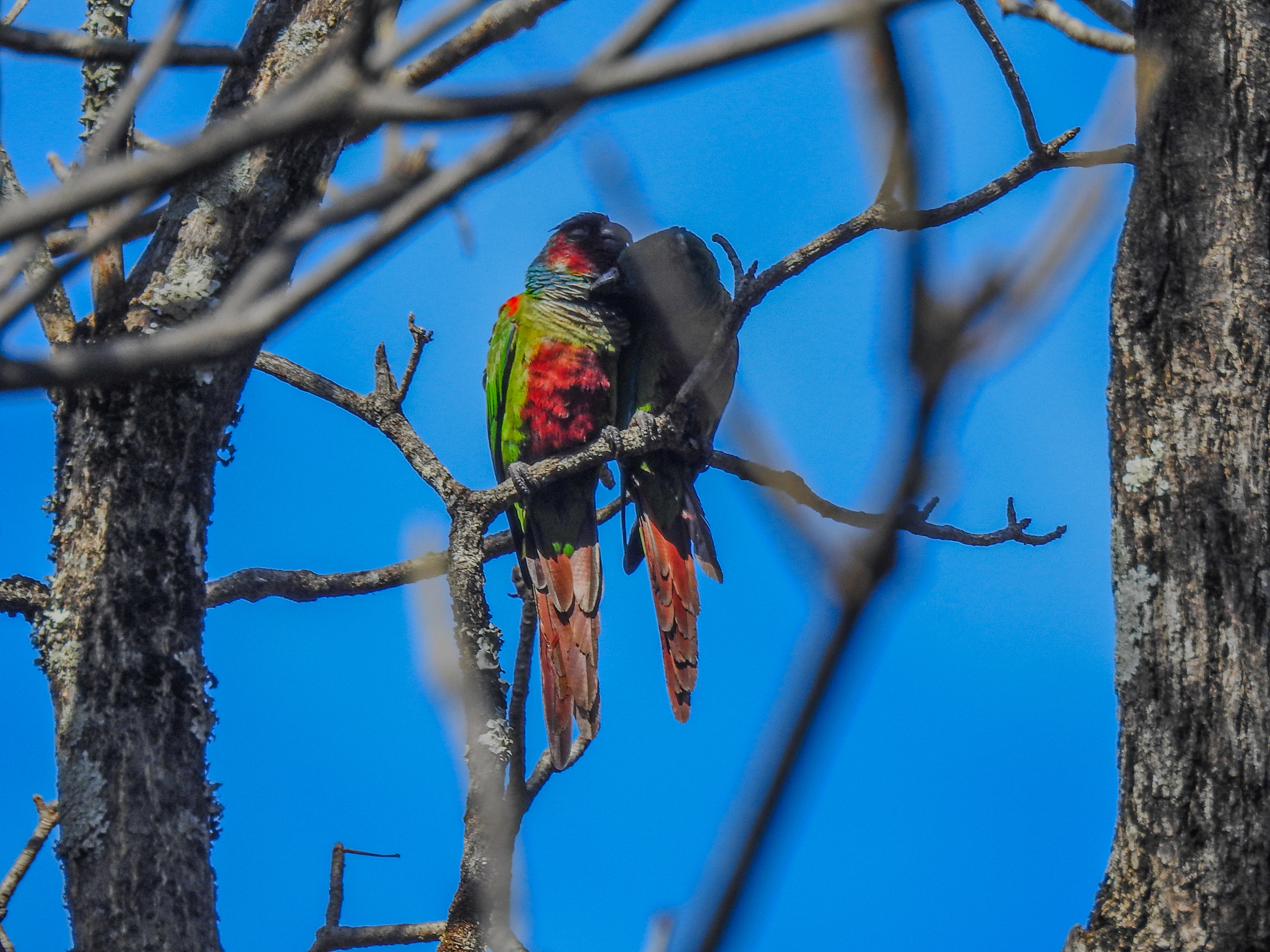
Tiriba-do-Paranã tirada na RESEX.

A tiriba-do-paranã está classificada como Em Perigo (EN) pela União Internacional para a Conservação da Natureza (IUCN). Entre os principais fatores de ameaça estão o desmatamento das matas secas, a expansão agropecuária, o uso de agrotóxicos, os incêndios florestais e o tráfico ilegal de animais silvestres. A espécie também é perseguida em algumas regiões por alimentar-se de cultivos agrícolas.
Estudos indicam que restam apenas fragmentos isolados do seu habitat original, e menos de 1% desses fragmentos têm mais de 100 hectares. A degradação ambiental afeta diretamente sua sobrevivência, tornando urgente a implementação de ações de conservação.

### Nome popular
Pesquisadores sugeriram substituir o nome “tiriba-de-pfrimer” por tiriba-do-paranã, em referência ao Vale do Paranã, principal área de ocorrência da ave. A mudança visa facilitar a identificação e promover o reconhecimento regional da espécie, já que o nome atual apresenta rejeição entre moradores locais por ser de difícil pronúncia.

## Arara-azul-grande (anodorhynchus hyacinthinus)
A Arara-azul-grande (Anodorhynchus hyacinthinus), também conhecida simplesmente como arara-azul, é uma espécie de ave da família Psittacidae, considerada o maior representante dos psitacídeos, podendo alcançar mais de um metro de comprimento do bico à cauda. É encontrada no Brasil, Paraguai e Bolívia, em habitats que incluem formações savânicas, matas com palmeiras, várzeas e até paredões rochosos.

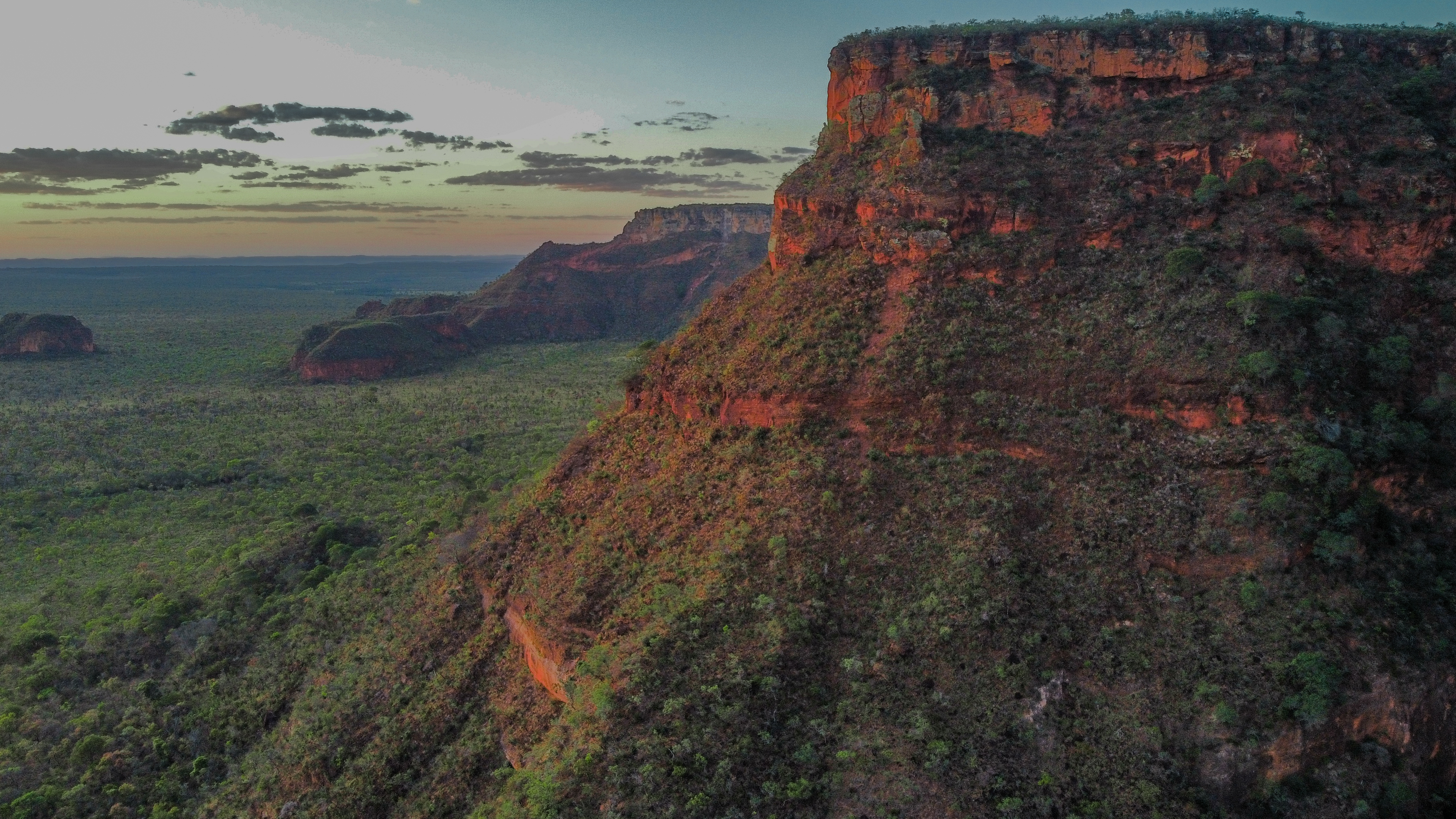

### Distribuição e habitat
Historicamente, a arara-azul-grande era encontrada em amplas regiões do Brasil, mas hoje sua distribuição está restrita principalmente ao Pantanal brasileiro, boliviano e paraguaio, e também a áreas do norte do Brasil, como Amazonas, Pará e as regiões dos "Gerais", que abrangem partes do Maranhão, Bahia, Piauí, Tocantins e Goiás.
No Pantanal, habitam áreas abertas, pastagens e matas com palmeiras, onde fazem seus ninhos. No Pará, preferem florestas úmidas de várzea. Em regiões mais secas, como Tocantins, Piauí, Maranhão e Bahia, utilizam platôs e vales rochosos, nidificando em ocos de palmeiras ou fendas em paredões.

### Alimentação
As araras-azuis são altamente especializadas na alimentação de sementes de palmeiras, como acuri, bocaiúva, inajá, babaçu, tucumã, licuri, piaçava e buriti. Frequentemente alimentam-se no chão, aproveitando frutos já consumidos por outros animais. A alimentação é realizada em grupos, o que aumenta a proteção contra predadores, e geralmente ocorre no início da manhã e no fim da tarde.

### Comportamento e reprodução
São aves sociais, vistas em pares, bandos ou nos chamados dormitórios. Apresentam comportamento monogâmico, formando casais que permanecem juntos inclusive fora do período reprodutivo, dividindo o cuidado dos ovos e filhotes.
Iniciam a preparação dos ninhos em julho, utilizando principalmente ocos em árvores. A postura ocorre entre setembro e outubro, com a incubação durando cerca de 28 a 30 dias. Normalmente a fêmea põe de 1 a 3 ovos, mas a taxa de sucesso reprodutivo é baixa. Os filhotes deixam o ninho por volta dos 3 meses e continuam sendo alimentados pelos pais, integrando bandos de jovens após 9 a 10 meses.

### Importância ecológica
A arara-azul exerce papel importante como dispersora de sementes, além de ser considerada um indicador da saúde ambiental dos ecossistemas onde vive. Seu bico robusto permite quebrar as duras sementes de palmeiras, facilitando a germinação.

### Conservação e ameaças
A espécie está classificada como vulnerável na Lista Vermelha da IUCN. As principais ameaças são a destruição de habitat, a fragmentação de populações e o tráfico ilegal, que chegou a retirar mais de 10 mil aves da natureza até a década de 1980. Atualmente, incêndios recorrentes e as mudanças climáticas também impactam negativamente a espécie.
É impossível saber quantas araras havia originalmente, mas sabe-se que era uma espécie abundante no início do século. Infelizmente, hoje devem existir mais araras-azuis em cativeiro que em vida livre.
No entanto, iniciativas como o Projeto Arara-Azul, liderado pela bióloga Neiva Guedes desde os anos 1990, têm contribuído para a recuperação das populações. Estima-se que no Pantanal o número de indivíduos tenha aumentado de cerca de 1.500 para 5.000 desde 1999. Ao todo, calcula-se a existência de aproximadamente 6.500 araras-azuis na natureza.
Em 2003 foi criado, por portaria do IBAMA, o Comitê para Conservação e Manejo da Arara-Azul-Grande, reunindo especialistas e instituições para definir estratégias de proteção, manejo e ações de educação ambiental voltadas à preservação da espécie.